# Paweł Kloc
Paweł Kloc (ur. 1 sierpnia 1970 w Trzebownisku) – polski piłkarz występujący na pozycji pomocnika, wychowanek pierwszo ligowej Stali Rzeszów, zawodnik i trener drużyny Piast Nowa Wieś, występującej w podkarpackiej klasie „A”.
Na boiskach pierwszoligowych występował w sezonach 1994/95 i 1995/96 w Stali Mielec oraz w sezonie 1996/97 w Hutniku Kraków. W pierwszej lidze rozegrał 80 spotkań i strzelił 11 goli.